# John Rauch
College Football Hall of Fame 2003
(en) Statistiques sur pro-football-reference
John Rauch, né le 20 août 1927 à Philadelphie en Pennsylvanie et mort le 10 juin 2008 à Oldsmar en Floride, est un joueur et entraîneur de football américain pendant plus de trois décennies. Il a entraîné les Raiders d'Oakland lors du Super Bowl II perdu contre les Packers de Green Bay en 1968.

## Biographie
Après quatre saisons universitaires jouées avec les Bulldogs de la Géorgie au poste de quarterback qu'il quitte en ayant lancé 4 044 yards à la passe, le record universitaire à l'époque, John Rauch est sélectionné en deuxième position par les Lions de Détroit lors de la draft 1949 de la NFL. Il est rapidement échangé aux Bulldogs de New York contre Doak Walker, troisième choix de cette même draft. Il lance 169 yards et un touchdown dans sa première saison en National Football League. La saison suivante, Rauch lance pour 502 yards et six touchdowns. En 1952, plutôt que d'accepter un transfert aux Steelers de Pittsburgh pour occuper un poste d'entraîneur-joueur, il s'engage avec les Gators de Floride en tant qu'entraîneur des quarterbacks. Après des passages aux Green Wave de Tulane, aux Bulldogs de la Géorgie et aux Black Knights de l'Army comme assistant, John Rauch entre dans la ligue professionnelle en 1963 en rejoignant les Raiders d'Oakland sous la direction d'Al Davis. Il est promu entraîneur principal de l'équipe lorsque Davis devient le commissaire de l'American Football League en avril 1966. Lors de sa deuxième saison comme entraîneur principal, John Rauch mène son équipe au Super Bowl II qu'il perd contre les Packers de Green Bay. Il est nommé entraîneur de l'année de l'AFL pour cette performance. La saison suivante, les Raiders enchaînent avec un bilan de 14 victoires pour seulement 2 défaites. Le 16 janvier 1969, embêté par l'interférence d'Al Davis sur son équipe, il démissionne de son poste pour prendre le poste d'entraîneur principal des Bills de Buffalo. Ayant dans sa nouvelle équipe, la récente recrue vedette de l'Amérique O. J. Simpson, il enchaîne les défaites en se concentrant sur le jeu de passes. Le 20 juillet 1971, après une discussion enflammé avec le propriétaire de la franchise Ralph Wilson (en), il démissionne. En 2003, il est introduit au College Football Hall of Fame. Il meurt dans son sommeil le 10 juin 2008 dans son domicile à Oldsmar en Floride.